# 莊拿芬·禾達斯
莊拿芬·朗勞·禾達斯（英語：Jonathan Ronald Walters；1983年9月20日—）是一名在英格蘭出生的愛爾蘭職業足球員，司職前鋒，他亦曾是愛爾蘭國家隊成員。
禾達斯在布力般流浪展開足球事業，但未能躋身一隊行列，其後轉投保頓，惟同樣缺乏正選機會，期間被分別外借到侯城、克魯和班士利，最終正式加盟侯城。於分別效力域斯咸和車士打各1季後，禾達斯終於在葉士域治找到安身之所，於效力3年後在2010年8月以275萬英鎊轉投英超的史篤城。2013年1月12日，在对阵切尔西的比赛中，沃特斯打入两粒乌龙球。2017年7月8日，般尼宣佈簽入禾達斯。

## 生平

### 國家隊
國際賽入球
| #  | 日期           | 場地                        | 對賽球隊 | 入球 | 賽果 | 競賽                     |
| -- | -------------- | --------------------------- | -------- | ---- | ---- | ------------------------ |
| 1. | 2011年11月11日 | 愛沙尼亞塔林A. Le Coq Arena | 爱沙尼亚 | 0–2  | 0–4  | 2012年歐國盃外圍賽附加賽 |

## 榮譽

### 球會
侯城
- 英格蘭足球甲級聯賽亞軍：2004/05年；

史篤城
- 英格蘭足總盃亞軍：2010/11年；

### 個人
- 史篤城教練團年度最佳球員：2011年；
- 史丹利·馬菲士爵士陶工年度最佳球員：2012年；

## 外部連結
- Jonathan Walters player profile at stokecityfc.com
- 足球数据库：Jonathan Walters的球员统计数据
- Premier League profile